# Brunflo
Brunflo era uma localidade da Suécia, hoje fundida à cidade de Östersund, na comuna de Östersund, condado da Jämtland, província da Jämtland, região da Norlândia. Está a 17 quilómetros a sudeste do centro da cidade. É uma zona residencial, com alguma indústria, situada na intersecção da Linha do Norte com a do Interior. É o assentamento da região com mais vestígios arqueológicos atestando a presença humana desde o século V - montículos funerários da Era Viquingue, restos de lugares povoados da Idade Média, uma torre defensiva do século XII e sua igreja do XVIII.

Brunflo
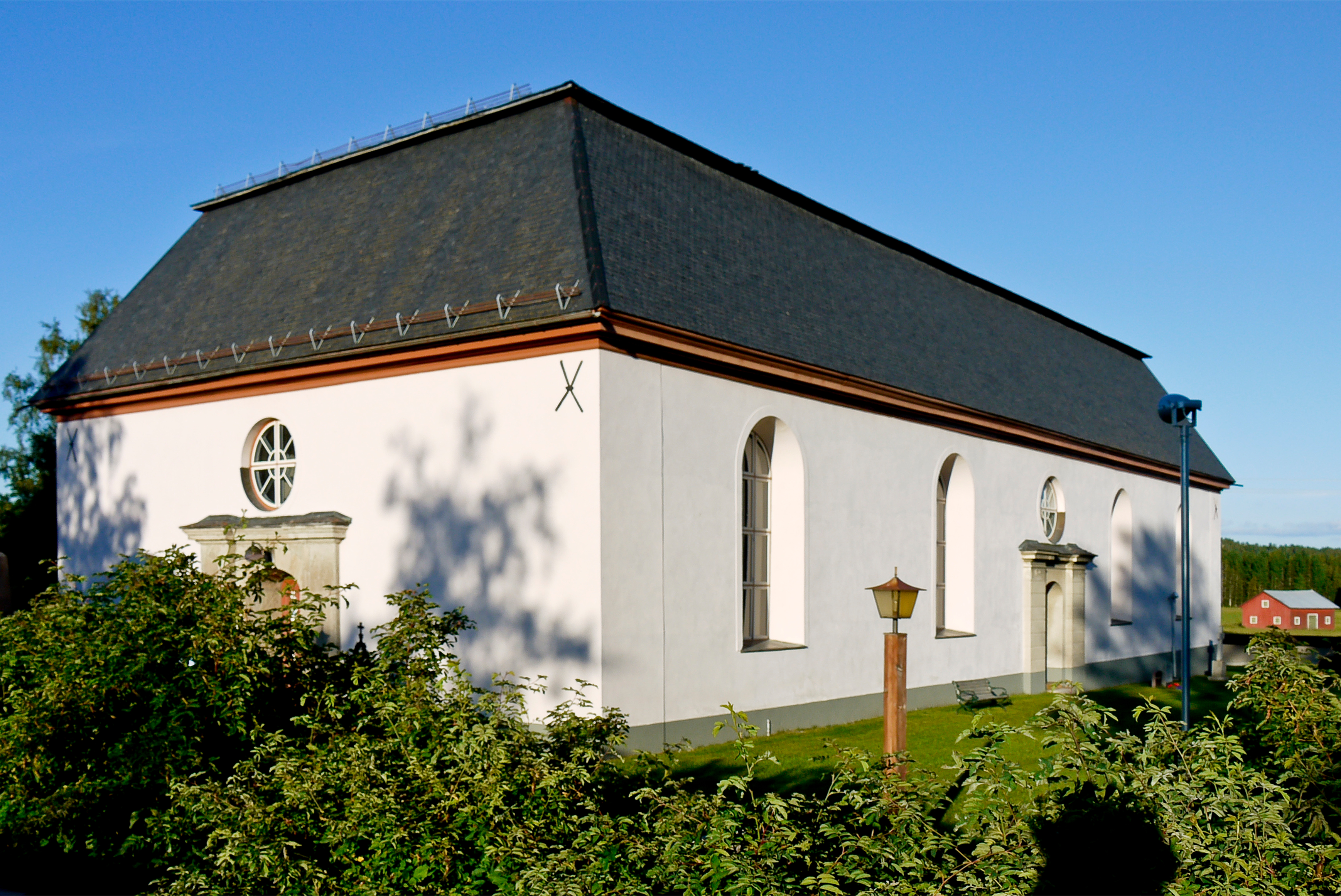
Igreja de Brunflo
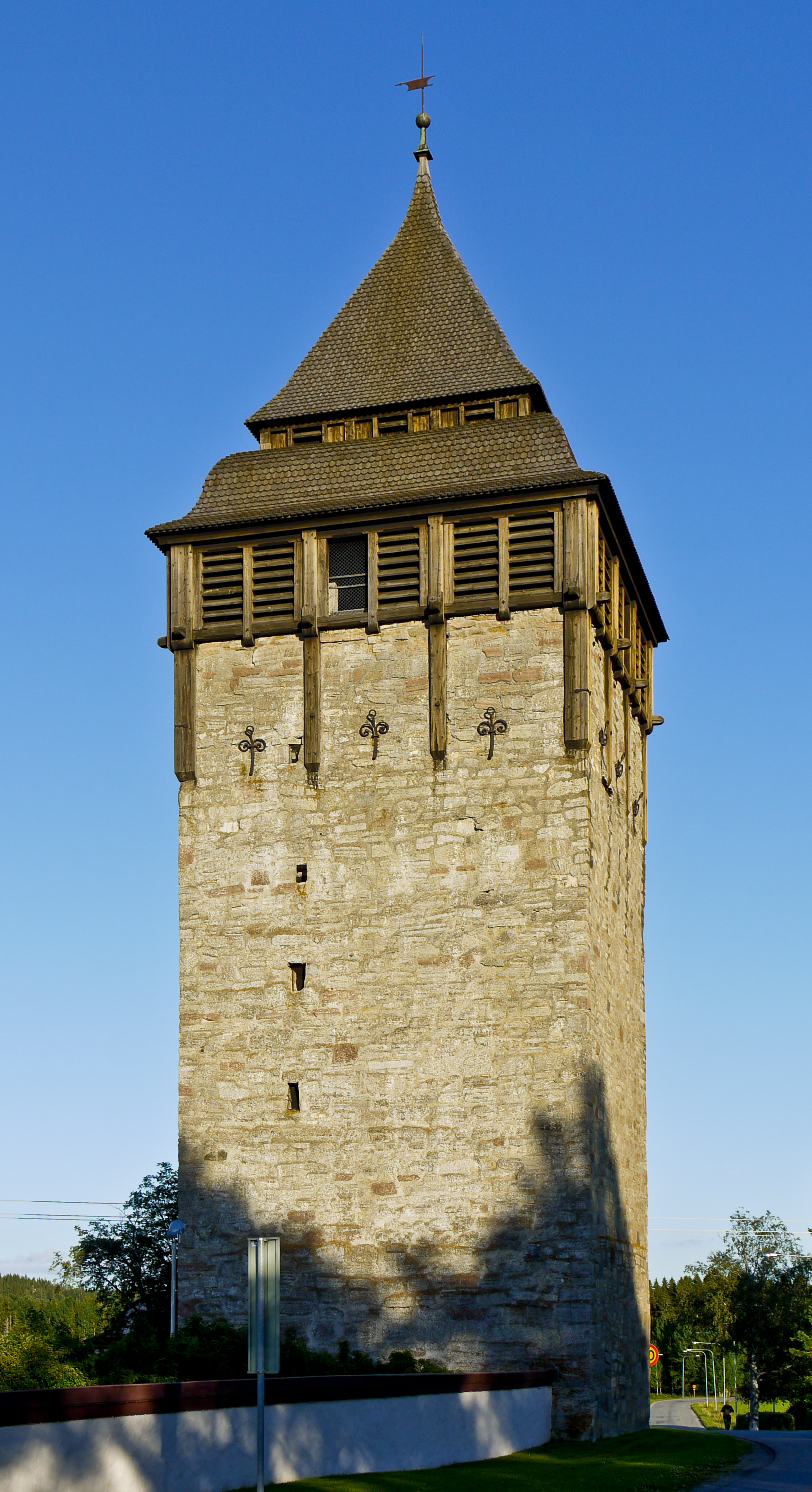
Torre defensiva